# 매일 그대와
《매일 그대와》는 2001년 11월 5일부터 2002년 5월 31일까지 방영된 문화방송 일일연속극이다.

## 기획 의도
친구인 두 여자가 결혼과 함께 겪게 되는 골치 아프면서도 재미있는 세상살이를 통해 성숙한 가족애와 참다운 행복의 가치를 찾는 드라마

## 등장 인물
- 조민기: 조태우 역
- 정선경: 정미연 역
- 변우민: 최동민 역
- 임호: 최동하 역
- 신소미: 한영진 역
- 심양홍: 조평근 역
- 오미연: 고정애 역
- 윤태영: 조명우 역
- 박은혜: 조세희 역
- 임지은: 유선미 역
- 임현식: 최상호 역
- 김창숙: 현명숙 역
- 김세윤: 최근호 역
- 김지연: 정지연 역
- 김동주
- 김혜옥
- 정한헌
- 박순천
- 최준용
- 박종관
- 양현태
- 김태현 : 김도진 역
- 최자혜
- 염재욱
- 오협
- 신동미
- 강용석
- 안용근
- 이지수

## 참고 사항
- 당초 129부작으로 기획되었으나 19부 늘린 148부작(2002년 5월 30일)으로 막을 내릴 예정이었는데 6월 한 달 동안 월드컵 특집 편성 때문에 일일극 방송이 불가피해지자 종영일을 5월 말로 변경하는 한편 후속작을 7월 초부터 방영하는 것으로 가닥을 잡았다.[1] 그러나, 결방 등의 영향으로 145부작으로 막을 내렸다.
- 해당 드라마의 연장으로 후속작 <인어 아가씨>는 3, 4월에서 6월로 첫 방영일이 늦춰졌다.[2]
- 구태의연한 소재로 기대 이하의 성적에 그쳤다.[3]
- 극중 형제로 나온 김세윤과 임현식은 1999년 KBS 1TV 일일극 <해뜨고 달뜨고>에서 사돈으로 출연했으며 윤해영이 해당 작품 여주인공 물망에 올랐으나[4] KBS 1TV 《사랑은 이런거야》로 가버려 좌절됐고 이창훈이 남자 주인공 물망에 거론됐지만 KBS와의 출연계약이 걸려 고사했으며 김혜리가 여주인공 물망에 올랐으나[5] 스스로 포기했다.